# Mladomir Puriša Đorđević
Mladomir Puriša Đorđević (en serbio cirílico, Младомир Пуриша Ђорђевић) (Čačak, 6 de mayo de 1924-Belgrado, 23 de noviembre de 2022) fue un director de cine y guionista serbio. 

## Carrera cinematográfica
Dirigió 47 películas desde 1947. Su film de 1966 The Dream fue presentada en el Festival Internacional de Cine de Berlín de 1966. Algunos de sus películas fueron censuradas y prohibidas por el Gobierno Comunista yugoslavo.

## Filmografía seleccionada
- Girl (1965)
- The Dream (San) (1966)
- El alba (Jutro) (1967)
- Noon (1968)
- Rain (The Life of a Producer) (Kisa) (1974)